# Wiener Stadt- und Landesarchiv
Das Wiener Stadt- und Landesarchiv (Magistratsabteilung 8, kurz MA 8, zuvor MA 67) mit seinem Standort im östlichsten der vier Wiener Gasometer ist das Archiv der österreichischen Bundeshauptstadt und des Bundeslandes Wien. Es bewahrt die archivwürdigen Unterlagen Wiens als (Stadt-)Gemeinde und seit 1920 in seiner Funktion als eines der neun Bundesländer Österreichs auf, erschließt diese und macht sie zur Nutzung durch die Öffentlichkeit zugänglich. Grundlage für das heutige Wirken des Wiener Stadt- und Landesarchivs ist das Wiener Archivgesetz 2000. Das Archiv zählt zur Geschäftsgruppe Kultur und Wissenschaft des Magistrats.

## Geschichte
Das Archiv hat Felix Czeike zufolge bereits im 14. Jahrhundert bestanden. (Die älteste verwahrte Urkunde stammt aus dem Jahr 1208.) Vom 15. Jahrhundert an war es im heutigen Alten Rathaus untergebracht. 1863 wurde auf Initiative von Karl Weiß das Archiv als Teil der Städtischen Sammlungen eingerichtet, zu denen auch die Stadtbibliothek und das 1887 aus der Waffensammlung hervorgegangene Historische Museum zählten. Historische Registraturen wurden auch dezentral in einzelnen städtischen Ämtern verwahrt.
1883 übersiedelten die Städtischen Sammlungen in speziell eingerichtete Räume im (im gleichen Jahr fertiggestellten) Neuen Rathaus (wie dieses bis etwa 1960 bezeichnet wurde). Mit Gemeinderatsbeschluss vom 25. Juni 1889 wurde das Archiv von den anderen städtischen Sammlungen getrennt und dem Bürgermeister als eigenständige Dienststelle direkt unterstellt. 1904 erfolgte die Eingliederung in den Magistrat mit Unterstellung unter den Magistratsdirektor.
Am 1. Oktober 1920 wurde Wien in der neuen Bundesverfassung, gültig vom 10. November 1920 an, als eigenes Bundesland definiert; am 18. November trat die am 10. November beschlossene neue Stadtverfassung in Kraft, die Wien auch als Land konstituiert. Seither fungiert das Archiv auch als Landesarchiv, behielt aber noch Jahrzehnte die Bezeichnung Archiv der Stadt Wien bei. Die eigentumsrechtliche Herauslösung Wiens aus dem Bundesland Niederösterreich wurde Ende 1921 mit dem so genannten Trennungsgesetz abgeschlossen.
Nach der Machtübernahme durch die Nationalsozialisten wurde das Wiener Stadtgebiet am 15. Oktober 1938 um große Gebiete erweitert (Groß-Wien). Zahlreiche Bestände aus zuvor niederösterreichischen Gemeinden wurden in den Bestand eingegliedert – und in der Folge ab 1954 wieder zurückgegeben, als 80 der 97 im Jahr 1938 eingemeindeten Ortsgemeinden wieder zu Niederösterreich zurückkehrten.
Unter dem NS-Regime bemühte sich das Archiv um den Erwerb von Beständen von Institutionen, die vom Staat aufgelöst worden waren. So erhielt es unter anderem Archivgut der Wiener Innungen. Wesentliche Aufgabe in dieser Zeit wurde die Mitwirkung an der Durchführung der nationalsozialistischen Rassegesetze. Während des Zweiten Weltkriegs wurden etwa 70 % der Archivbestände in verschiedene Bergungslager in Niederösterreich verbracht; die Kriegsverluste konnten so gering gehalten werden.
1950 wurde das Archiv der Geschäftsgruppe Kultur unterstellt. Von 1969 an wurde es Archiv der Stadt und des Landes Wien genannt, 1973 wurde der Name Wiener Stadt- und Landesarchiv bestimmt.
Die Raumprobleme des Archivs im Rathaus wurden jahrzehntelang durch zuletzt zehn Dependancen in diversen Amtsgebäuden behoben und sind erst mit der Übersiedlung in den Gasometer D in Simmering im Jahr 2001 / 2002 für längere Zeit gelöst worden. Das Gebäude ist seit 2000 über die U-Bahn-Station Gasometer erreichbar. Bei der Eröffnung am neuen Standort im Herbst 2001 wurde mitgeteilt, man müsse 35 km Dokumente unterbringen und hoffe, die Übersiedlung bis zum Sommer 2002 abschließen zu können.

### Wissenschaftler
Am Wiener Stadt- und Landesarchiv wirkten für die Stadtgeschichtsforschung Wiens wichtige Wissenschaftler, darunter:
- Karl Uhlirz (Direktor 1889–1903)
- Karl Hango (Direktor 1903–1923)
- Hanns Jäger-Sunstenau (Genealoge und Heraldiker, am Archiv 1946–1973)[6]
- Felix Czeike (Direktor 1976–1989)
- Ferdinand Opll (Direktor 1989–2010)
- Peter Csendes (Direktor-Stellvertreter 1978–2004)

## Gliederung der Bestände
Dem Aufbau des österreichischen Archivwesens entsprechend, beruht das Wachstum der Bestände des Wiener Stadt- und Landesarchivs auf dem Herkunfts- oder Provenienzprinzip. Diesem Prinzip zufolge werden die übernommenen Bestände in ihrem ursprünglichen Ordnungszustand belassen.
Gemäß der Funktion Wiens als Stadt werden Unterlagen aus den städtischen Ämtern, den historischen Registraturen, den Magistratsabteilungen und Bezirksämtern, den leitenden Ämtern und Behörden, den Vertretungskörpern und den städtischen Anstalten, Fonds und Unternehmungen verwahrt.
Gemäß der Funktion Wiens als Bundesland gehört Schriftgut der staatlichen Verwaltung, der staatlichen Gerichte, Anstalten und Unternehmungen, der Polizei, der konfessionellen Ämter, der Patrimonialherrschaften, der Innungen und der Handelsgremien zu den Beständen; staatliches Schriftgut nur insoweit, als es nicht vom Österreichischen Staatsarchiv verwahrt wird.
Die Archivalien amtlichen Ursprungs werden ergänzt durch Sammlungen und Dokumentationen unterschiedlichster Art zur Geschichte der Stadt, so etwa durch eine biografische, eine topografische und eine kartografische Sammlung, durch eine Fotosammlung und eine Handschriftensammlung.
Die Bestände des Wiener Stadt- und Landesarchivs sind im WAIS – Wiener Archivinformationssystem online einsehbar.
Die vom Archiv geführte Landtags- und Gemeinderatsdokumentation dient der wissenschaftlichen Erschließung der öffentlichen Sitzungen des Wiener Landtags und Gemeinderats und der Datensammlung zu Wiener Politikerinnen und Politikern. Die Informationsdatenbank des Wiener Landtages und Gemeinderates (INFODAT Wien) macht das gesamte politische Geschehen sichtbar und transparent; man kann nach Suchbegriffen, Schlagworten, einzelnen Vorgängen oder Personen recherchieren. Derzeit sind über 70.000 Vorgänge (Flächenwidmungen, Subventionen, Gesetzesentwürfe, Debatten usw.) samt Links zu den Materialien online abrufbar.
Von 1977 bis 2011 arbeitete das Archiv in Kooperation mit dem Ludwig-Boltzmann-Institut für Stadtgeschichtsforschung an der Herausgabe historischer Städteatlanten und nahm damit an einem europaweiten Forschungsprojekt teil.
In einer 120.000 Bände umfassenden Archivbibliothek werden fachspezifische Publikationen gesammelt, die im Lesesaal des Archivs eingesehen werden können. Die Erfassung von Materialien aller politischen Strömungen in Wien erfolgt in einer Politischen Dokumentation.

## Benützung
Die Benützung des Archivs geschieht in der Regel durch Einsicht in Archivgut im Lesesaal des Archivs. Dabei müssen die gesetzlichen Schutzfristen beachtet werden. Der Lesesaal ist ausgestattet mit 42 Arbeitsplätzen, zwei Computern mit Internet-Zugang, WLAN sowie Mikrofilm- und Mikrofiche-Lesegeräten. Für Beratung steht ein Referent in einem eigenen Beratungszimmer zur Verfügung. Das Beratungsgespräch kann auch auf Englisch geführt werden.
Schwerpunkte des Interesses an den Archivbeständen liegen im Bereich wissenschaftlicher Forschung und wissenschaftsnaher Fragestellungen ebenso wie in heimatkundlichen oder genealogischen Recherchen, in der Verfolgung persönlicher Rechtsangelegenheiten, darunter Pensions-, Grundstücks- und Erbschaftssachen, sowie in der amtsinternen Nutzung durch Kommunalpolitik und Stadtverwaltung. Über das Wiener Archivinformationssystem (WAIS) können Bestände online recherchiert und bestellt werden.
Das Archiv beantwortet schriftliche Anfragen zu den Beständen und ihrer Benützerbarkeit. Gegen Gebühr werden auch kurze, klar definierte Anfragen zum Inhalt von Archivgut sowie zur Stadtgeschichte beauskunftet, sofern die Anfragen keine umfangreichen Forschungen benötigen. Kopien und Digitalisate können schriftlich bestellt werden.

## Öffentlichkeitsarbeit
Durch Themenschwerpunkten im Wien Geschichte Wiki bietet das Wiener Stadt- und Landesarchiv immer wieder einen Einblick in seine Bestände. Originale werden begleitend im Lesesaalfoyer ausgestellt. In Zusammenarbeit mit anderen Forschungseinrichtungen werden zudem Workshops, Vorträge und Tagungen abgehalten. Der Vortragssaal kann in zwei kleinere Säle unterteilt werden.
Am 11. September 2014 wurde das vom Wiener Stadt- und Landesarchiv und der Wienbibliothek im Rathaus getragene Projekt „Wien Geschichte Wiki“ präsentiert. Es beinhaltet knapp 34.000 Einträge zur Wiener Stadtgeschichte, zu wichtigen Persönlichkeiten und zu Orten und Gebäuden. Das „Wien Geschichte Wiki“ wird laufend erweitert und soll einen raschen und transparenten Zugang zur Wiener Stadtgeschichte bieten.

## Kooperationen
Im Rahmen seiner Verpflichtung zur wissenschaftlichen Forschung arbeitet das Wiener Stadt- und Landesarchiv mit einer Reihe von Forschungseinrichtungen zusammen, darunter dem Verein für Geschichte der Stadt Wien und dem Verein für Geschichte der Arbeiterbewegung.